# Temperatura de xafogor
La Temperatura de xafogor, TH és una temperatura que combina la temperatura de l'aire i la humitat relativa per a determinar una temperatura que el cos humà percep.

## Etimologia
La paraula xafogor, sinònim de basca, apareix per escrit en català des de 1803 (dins l'obra del Baró de Maldà). Amb el prefix ex, deriva del verb llatí offocare = 'ofegar' donant probablement lloc, ja en llatí, a la paraula *exoffocatio, -ōnis, que es transformaria en català en xafogor. Es pot definir com la calor sufocant sentida en un ambient molt calent i encalmat (i amb alta humitat relativa).

## Índex d'Humitat, indicador de xafogor
El cos humà normalment es refreda per la transpiració, o suor. L'evaporació de l'aigua en la suor necessita calories que l'aigua roba del cos. No obstant això, quan la humitat relativa és alta, la proporció d'evaporació de l'aigua està reduïda. Això significa el robatori de calor al cos serà menor i la temperatura que el cos humà percep serà major que la que hi hauria si l'aire fóra sec. S'han pres mesures basant-se en descripcions subjectives.
Hi ha diverses propostes per quantificar la xafogor. Les dues més reeixides són la Humidex, proposada per meteoròlegs canadencs i el Heat Index desenvolupat posteriorment pels estatunidencs. A continuació s'explica l'Índex d'Humitat canadenc.
Per definició l'índex d'Humitat (en anglès Humidity Index, fusionat, Humidex) IH és la diferència entre la temperatura de xafogor (Heat Temperature, TH) i la temperatura de l'aire: TH=T+IH
Expressades les temperatures en graus Farenheit, l'IH és el que sobrepassa a 10 la pressió del vapor d'aigua (P) de l'atmosfera expressada en hectopascals (hPa).
Miguel Tremblay () critica l'ús dels índexs Humidex i la Temperatura de sensació perquè diu que l'equació per a obtenir la temperatura de xafogor suma graus Fahrenheit i pressions del vapor d'aigua, i no li falta raó. Afix sorneguerament que: "Un xiquet de l'escola sap que és incorrecte afegir (o restar) valors que no tenen les mateixes unitats així 4 pomes + 5 taronges =?". No obstant d'aquestes crítiques, el sentit de la temperatura de xafogor queda clar en el següent exemple.
Un exemple bo de la diferència entre la temperatura de xafogor i la vertadera temperatura estaria comparant els climes de València i Madrid. València té a l'estiu temperatures més suaus perquè està a la vora del mar Mediterrani, però València té una temperatura de xafogor més alta perquè és una calor humida. Igualment, mentre Madrid té temperatures diürnes més altes realment, té una calor seca, i la temperatura de xafogor o el que sent el cos humà és un ambient menys aclaparador.
Un altre cas és la xafogor que provoca l'anomenada nit tropical en la qual la temperatura mínima no baixa de 20 °C.
Si volem expressar ambdues temperatures en graus Celsius caldrà convertir IH a graus Celsius. Com 212 °F= 100 °C resulta:
A temperatures altes, el nivell d'humitat relativa necessari perquè la temperatura sentida sigui superior a la temperatura real és més baix que a temperatures més baixes. Per exemple, a 27 °C, la temperatura de xafogor i la real seran iguals (IH=0) si la humitat relativa és del 45%, però a 43 °C, la humitat relativa serà només del 17%. A una temperatura inferior a 20 °C la humitat no eleva la temperatura de xafogor.
La temperatura i la humitat relativa són magnituds inverses, quan augmenta la temperatura creix la possibilitat per part de l'atmosfera de retenir vapor d'aigua (creix la pressió de saturació) i com l'aire continua contenint la mateixa quantitat d'aigua (la mateixa humitat absoluta) llavors disminuïx la humitat relativa (que és el quocient entre la pressió del vapor d'aigua i la pressió de saturació). Així a temperatures altes corresponen generalment humitats relatives baixes. En cap lloc de la Terra a una temperatura de 50 °C hi ha simultàniament una humitat relativa del 90 per cent així la temperatura de xafogor més alta seria d'aproximadament 70 °C.
A Canadà s'usa el terme índex humidex, i els nord-americans l'anomenen índex de calor a la diferència entre la temperatura de xafogor i la temperatura real.